# Sommerrodelbahn

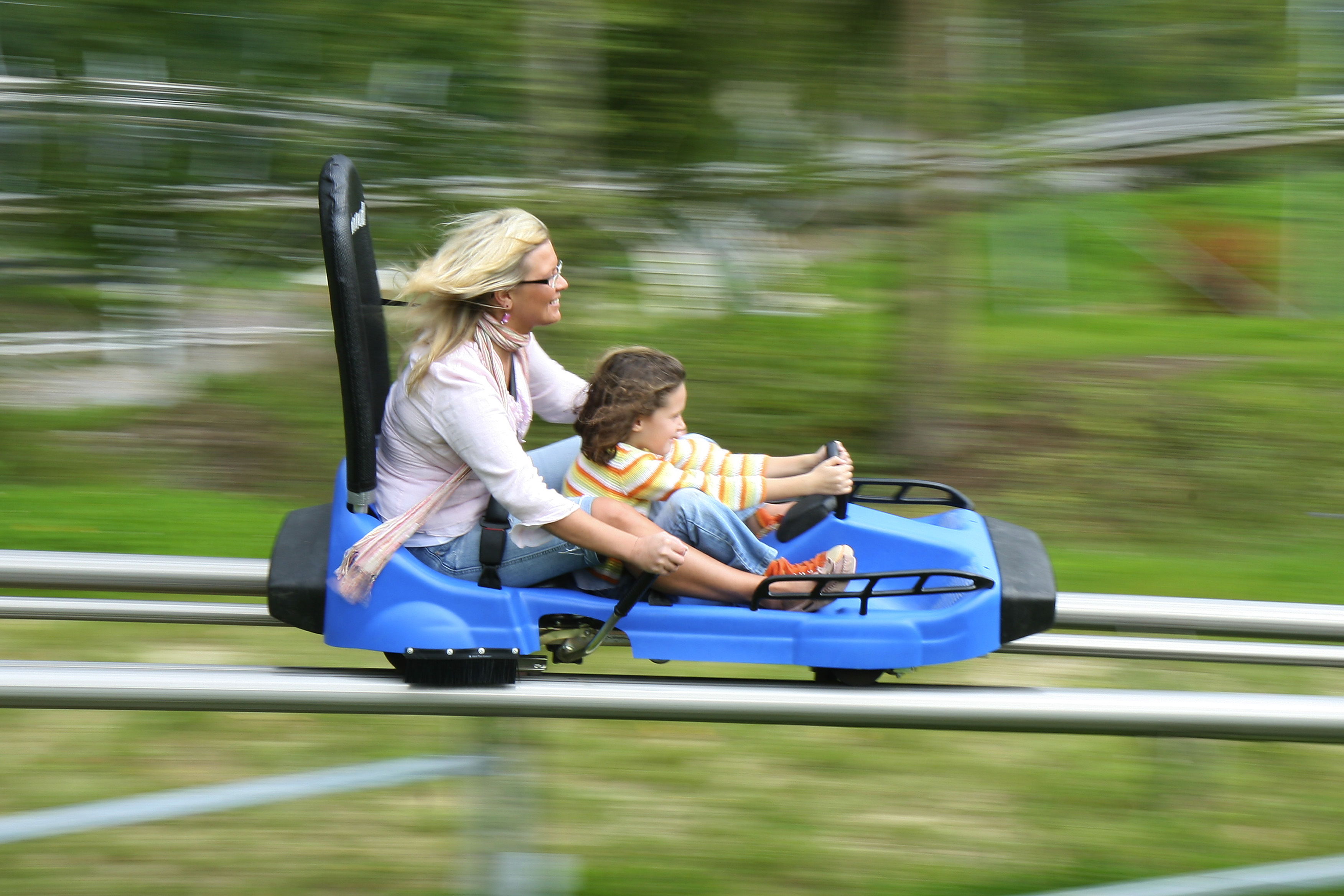
Alpine-Coaster im Eifelpark

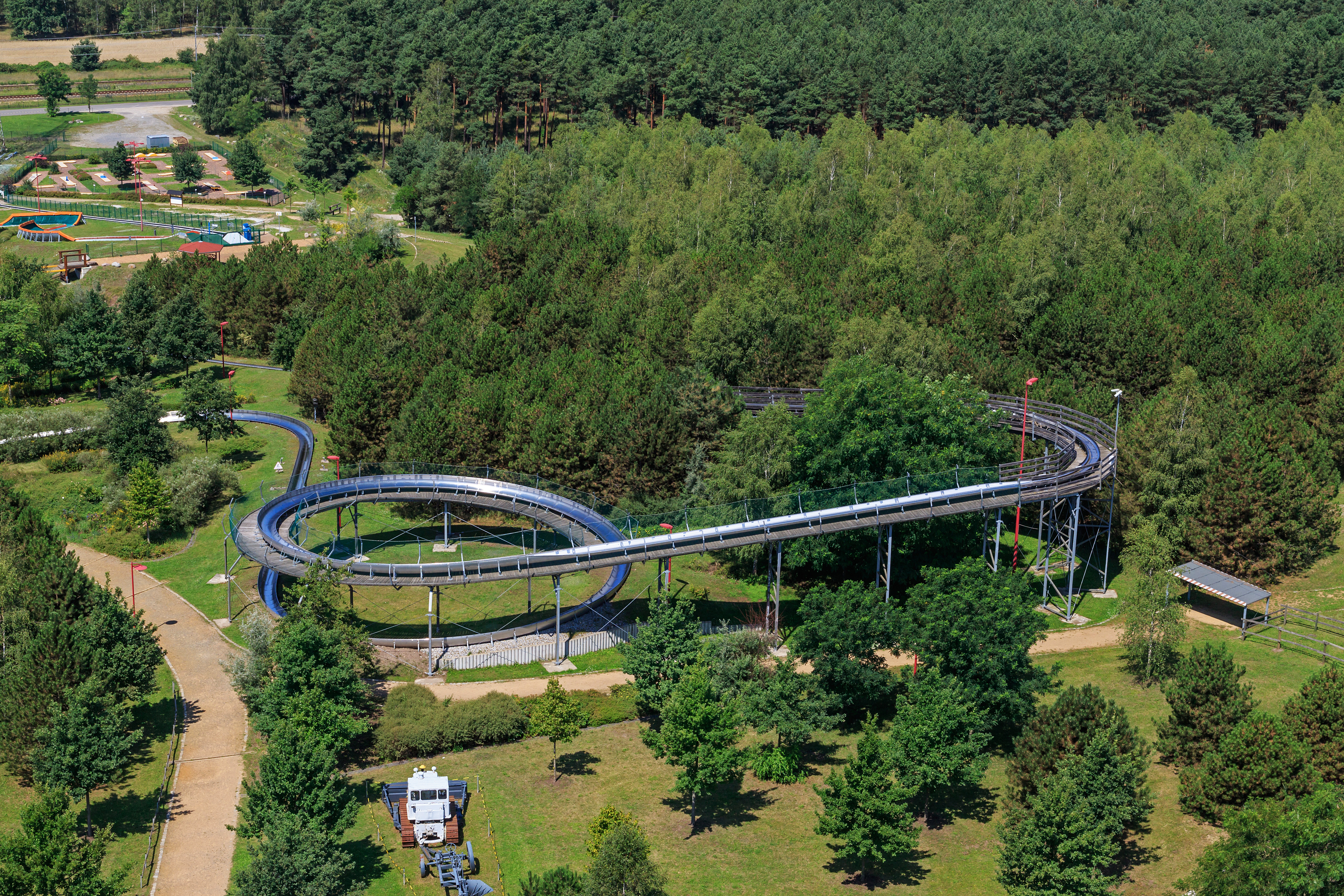
Edelstahl-Sommerrodelbahn im Erlebnispark Teichland

Eine Sommerrodelbahn ist eine Anlage, ähnlich einer sehr langen Rutschbahn, auf der man mit einem Schlitten zu Tal rodelt oder rollt und die dazu nicht von einer winterlichen Eis- oder Schnee-Unterlage abhängig ist. Neben den Bahnen, in denen der Schlitten nicht schienengeführt in Rinnen fährt, werden auch schienengeführte Bahnen, die so genannten Alpine Coaster, zu den Sommerrodelbahnen gezählt. Bei beiden Anlagenarten kann der Benutzer dabei seine Geschwindigkeit durch ein Bremssystem selbst bestimmen.

## Rechtliche Grundlagen
Für Bau und Betrieb gelten beispielsweise seit Mai 2010 (überarbeitet ab August 2012) die Norm DIN 33960-1 Sommerrodelbahnen – Teil 1: Sicherheitstechnische Anforderungen und Prüfverfahren  oder seit 1. März 2012 die gleichnamige ÖNORM S 4730-1. Diese Normen regeln jedoch keine baurechtlichen und seilbahnrechtlichen Anforderungen, beispielsweise für die rechtliche Behandlung als baurechtliche Anlage oder als Fliegende Bauten. Diese Belange müssen nach wie vor bei der behördlichen Genehmigung nach den lokalen (z. B. landesrechtlichen) Vorgaben einzelfallbezogen behandelt werden.
Zuvor wurde zur Beurteilung die Richtlinie für den Bau und den Betrieb von Sommerrodelbahnen herangezogen. Diese wurden von einem internationalen Arbeitskreis, besetzt mit Vertretern von Anlagenherstellern und Prüforganisationen, erarbeitet. Darin wurde unter anderem auch die allgemein zulässige, maximal erreichbare Höchstgeschwindigkeit von 40 km/h (± 10 %) festgelegt.

## Geschichte

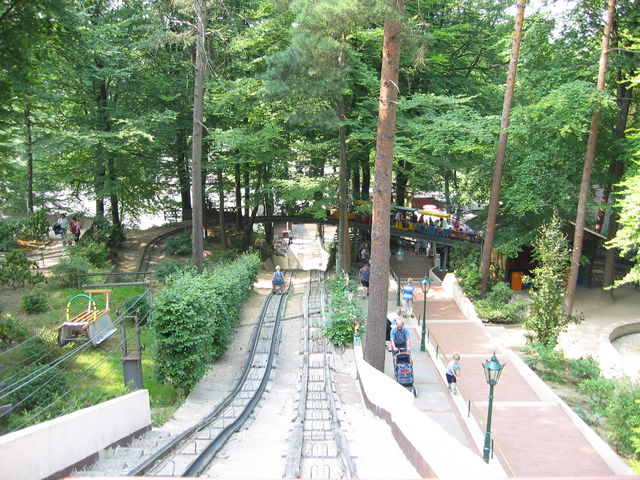
Sommerrodelbahn in Ibbenbüren von 1926

Die gemeinsamen Vorläufer von Sommerrodelbahnen und Achterbahnen entstanden im 16. Jahrhundert in Russland. Dort wurden künstliche Berge aus Holz gebaut, die man zunächst mit Schlitten auf Eis, später mit beräderten Schlitten hinabglitt. Bis zum Aufkommen der modernen Sommerrodelbahnen gab es solche Anlagen auch in Deutschland; eine in Ibbenbüren ist noch heute in Betrieb. Sie ist die älteste funktionsfähige Rodelbahn in Deutschland. Auf ihr werden die Rodelschlitten mit Kufen auf einer Holzschiene den Hang hinab geführt.
Die ersten modernen Sommerrodelbahnen wurden von Skiliftbetreibern entwickelt, die nach einer Nutzungsmöglichkeit ihrer Anlagen in den schneefreien Monaten suchten. Vorreiter waren hier Karl Josef Freiherr von Wendt, der gemeinsam mit dem Unternehmen Mannesmann Fördertechnik Bahnen mit einer Rinne aus Faserzement entwickelte, und Josef Wiegand mit Bahnen aus nichtrostendem Edelstahl.
1972 eröffnete von Wendt die erste Bahn mit zugehörigem Sessellift in Bestwig. Später entwickelte sich daraus der Freizeitpark Fort Fun Abenteuerland. Wegen des Asbest-Gehaltes der Rinne wurden die Bahnen Ende 2003 stillgelegt. Die erste Edelstahl-Bahn eröffnete Wiegand 1975 in seiner Ski- und Rodelarena auf der Wasserkuppe. Die mittlerweile mehrfach modifizierte Anlage wird noch heute betrieben.
Um dem gesteigerten Sicherheitsbedürfnis der Fahrgäste Rechnung zu tragen, wurden schienengeführte Rodelbahnen entwickelt. Die erste dieser Art war vermutlich die Anlage auf der Turracher Höhe, die Ende 2006 durch eine modernere Anlage ersetzt wurde. Anfang der 1990er Jahre wurde der Alpine Coaster entwickelt, bei dem die Schlitten auf Schienen fahren und die Fahrer durch Gurte gesichert sind. Solche Bahnsysteme werden seitdem in Serie hergestellt.
1997 wurde die erste Anlage dieses Typs auf der Wasserkuppe eröffnet.
Neben dem Betrieb in Skigebieten sind Sommerrodelbahnen auch als eigenständige Attraktion oder in Freizeitparks häufig anzutreffen. Die mit 3500 Metern längste Rodelbahn im Alpenraum steht in Imst. Wahrscheinlich den größten Höhenunterschied überwindet die Sommerrodelbahn der Serlesbahnen in Mieders im Stubaital mit 640 Höhenmetern auf 2,8 km Streckenlänge. Sie gilt damit als die steilste Alpenachterbahn. Zu den längsten Sommerrodelbahnen Deutschlands zählen der Alpsee Coaster in Immenstadt im Allgäu und der Hasenhorn Coaster in Todtnau. Beide sind laut eigenen Angaben Allwetterbahnen und jeweils fast 3000 Meter lang. Die nach eigenen Angaben weltweit längste Allwetterrodelbahn ist der Alpine Coaster Tobotronc im Fürstentum Andorra. Die umstrittenste Bahn ist die Sommerrodelbahn Loreley. Da sie auf dem Plateau der Loreley und somit im UNESCO-Weltkulturerbe Oberes Mittelrheintal liegt, kam es im Vorfeld ihres Baus zu mehrjährigen Diskussionen zwischen Politik, Bürgern und Umweltschützern. Die UNESCO hat inzwischen den Abbau der Bahn gefordert.

## Bauformen
Es lassen sich zwei grundlegend verschiedene Konstruktionen unterscheiden
- Bei Wannen-Rodelbahnen hat die Fahrbahn die Form einer Wanne oder Rinne. In dieser rutscht oder rollt der Schlitten ohne weitere Spurführung. Damit der Schlitten in den Kurven nicht aus der Bahn getragen wird, sind diese als Steilkurven ausgebildet.
- Schienen-Rodelbahnen sind zwangsgeführt und können die Schiene nicht verlassen. Meist sind auf den Schlitten die Mitfahrer dabei angeschnallt, so dass ein Herausfallen aus der Bahn nahezu ausgeschlossen ist. Da die Schlitten ähnlich einer Achterbahn (engl. Roller Coaster) auf Schienen laufen, entstand der Name Alpine Coaster. Der Begriff ist ein Markenname der Firma Wiegand, hat sich aber umgangssprachlich als generalisierter Markenname auch für ähnliche Anlagen anderer Hersteller durchgesetzt.

Beide Typen lassen sich noch weiter unterscheiden.

### Wannen aus Faserzement oder Kunststoff

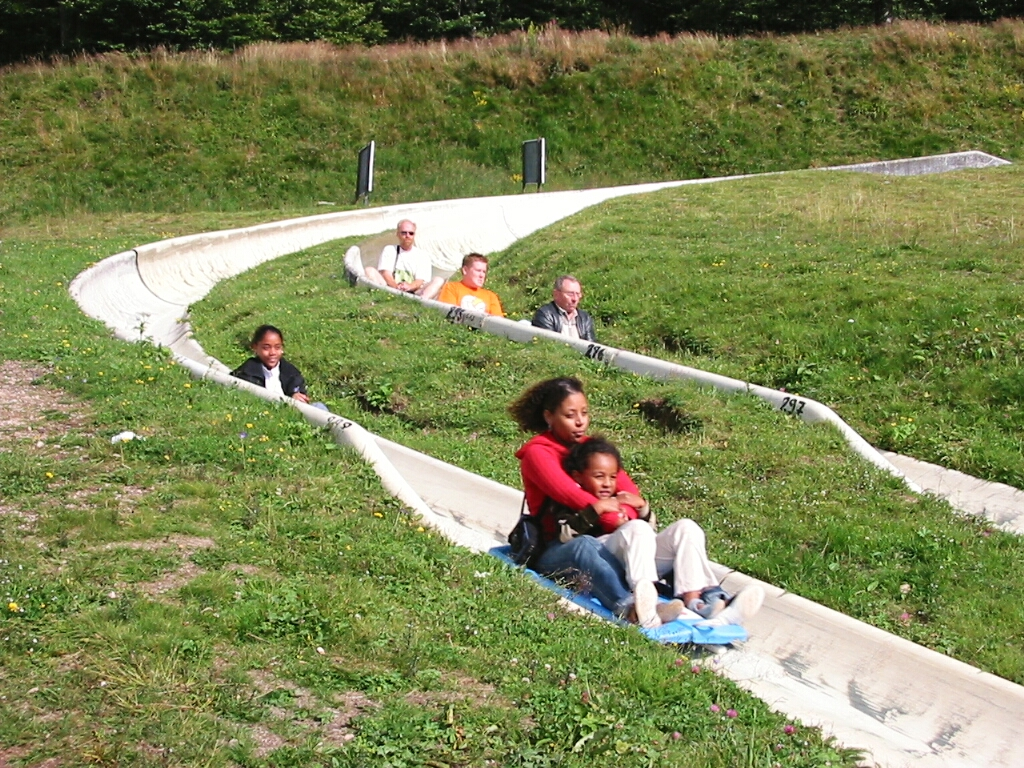
Kunststoffbahn am Col de la Schlucht

Da das Prinzip der Bahnen mit Faserzement-Rinnen nicht geschützt wurde, werden ähnliche Bahnen von verschiedenen Firmen produziert. Heute wird die Rinne statt aus Faserzement in der Regel aus Kunststoff gefertigt. Zudem besteht die Möglichkeit, eine Heizung zu integrieren, so dass auch ein Betrieb im Winter möglich ist. Die Kurven der Bahn sind überhöht, um ein Herausfallen der Schlitten zu vermeiden.
Die Schlitten gleiten meist auf Kunststoffkufen. Zur Beschleunigung wird das Gewicht des Schlittens durch Drücken eines Hebels von den Gleitkufen auf sich absenkende Laufrollen verlagert, wodurch sich der Reibungswiderstand vermindert. Zum Bremsen wird der Hebel zum Körper gezogen, die Laufrollen werden entlastet, die Gleitkufen belastet und zusätzlich werden Gummibremsklötze auf die Bahn gedrückt. Durch das Rutschen ist das Fahrgefühl dieses Schlittentyps am ehesten mit dem von (Winter-)Rodelschlitten vergleichbar.

### Wannen aus Stahl
Das Prinzip gleicht grundsätzlich den Zement- und Kunststoffbahnen. Die Fertigung aus nichtrostendem Stahl sorgt für eine höhere Verschleißfestigkeit der Strecke. Neben Kufenschlitten wurden auch Rollenschlitten entwickelt. Statt auf Kufen zu rutschen, fährt der auf einem Metallgestell basierende Schlitten auf vier Rädern. Gebremst wird auch hier mit Gummiklötzen, die mit einem Hebel auf die Fahrbahn gedrückt werden können.
Während bei den Kufenschlitten bei feuchter Witterung der Fahrbetrieb eingestellt werden muss, haben die Rollenschlitten auch bei Regen noch genug Haftung. Zur Erhöhung der Bremskraft werden zusätzlich Regen-Bremsklötze aus einer weicheren Gummimischung angesteckt.

### Bobkartbahn

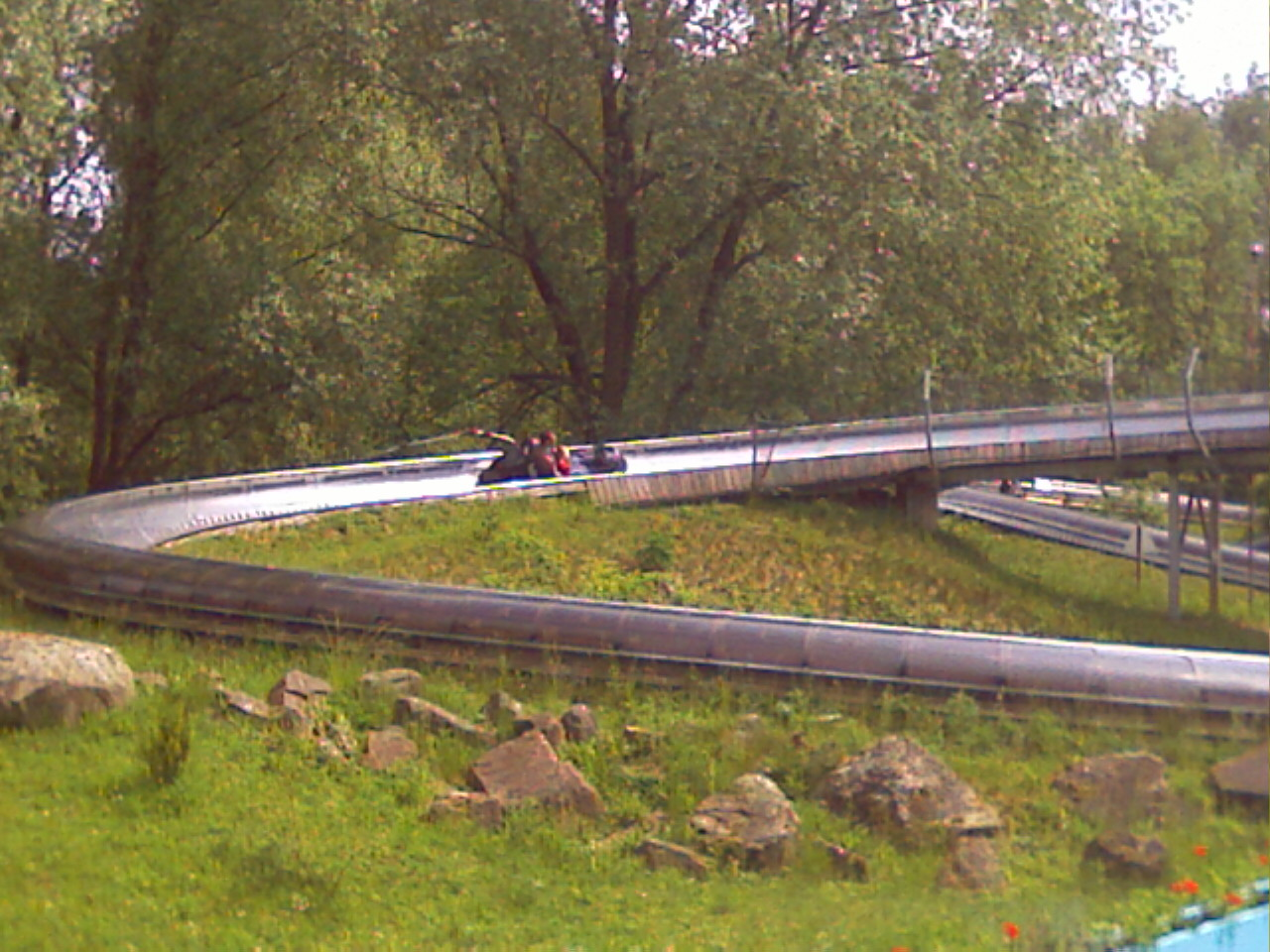
Bobkartbahn im Rasti-Land (Salzhemmendorf, Niedersachsen, Deutschland)

Ein verwandtes Fahrgeschäft ist die Bobkartbahn. Die Fahrrinne ist hier ebenfalls aus Stahl gefertigt und gleicht denen der Sommerrodelbahn. Die Fahrzeuge rollen dabei aber keinen Berg hinab, sondern werden mit einem Elektromotor angetrieben, der über neben der Strecke angebrachte Stromschienen versorgt wird. Die Geschwindigkeit wird vom Fahrer über einen Hebel gesteuert. Auffahren wird durch eine elektronische Steuerung des Antriebs verhindert.
Die Sommerrodelbahn verhält sich zur Bobkartbahn wie die Achterbahn zum Powered Coaster.

### Einschienen-Rodelbahnen

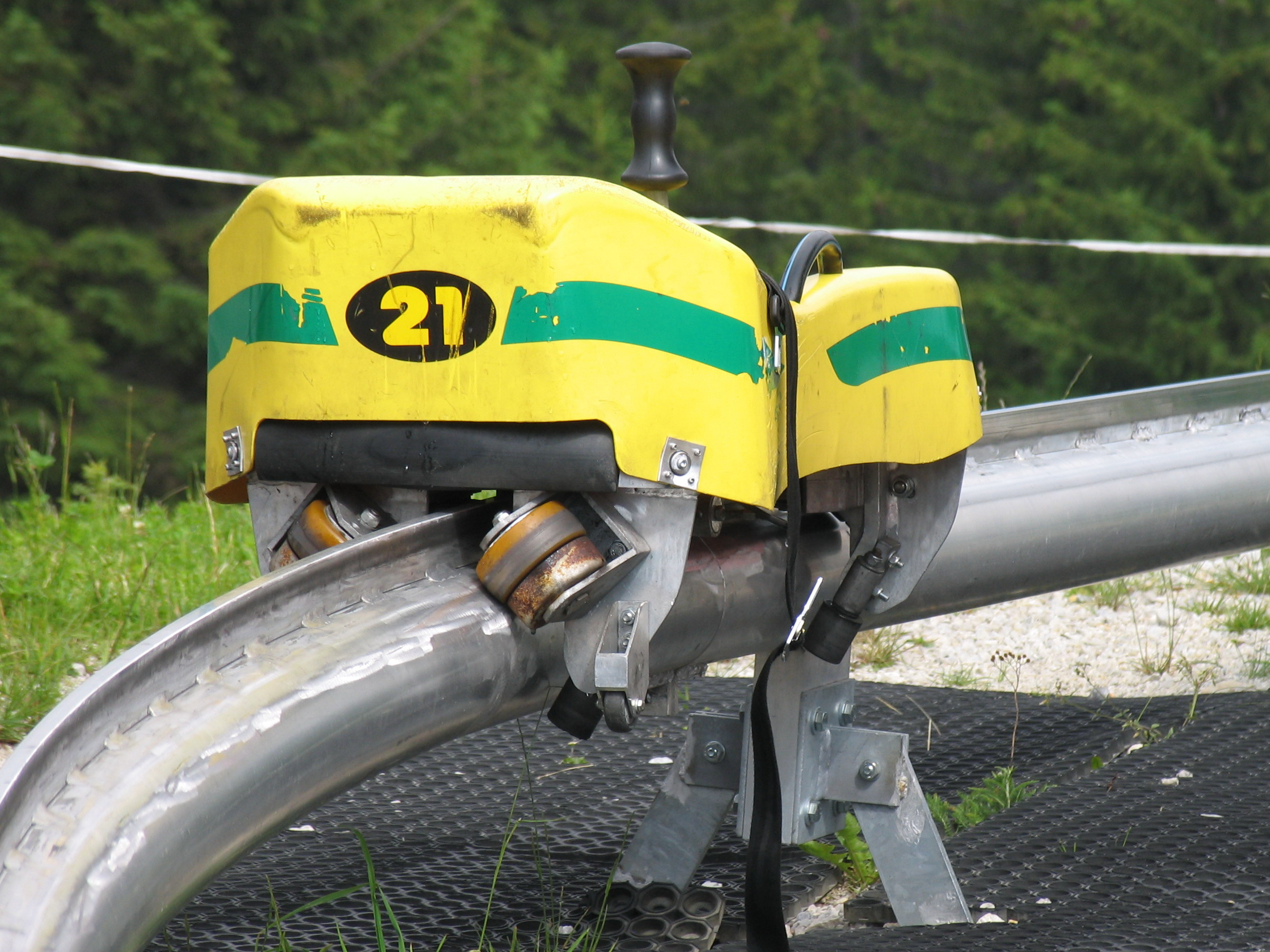
Schlitten der Brandauer Sommerrodelbahn im Stubaital

Da es durch Herausfallen aus der Bahn oder Stürze vom Schlitten immer wieder zu Verletzungen kam, wurden schienengebundene Varianten entwickelt. Die erste seriell gefertigte schienengeführte Sommerrodelbahn der Welt wurde 1996 von der mittlerweile zum Imster Sunkid-Konzern gehörenden Firma Brandauer in Abtenau errichtet. Die Anlage ist auch heute noch geöffnet. Seit 1996 wurden rund 50 Brandauer Mountain Coaster weltweit errichtet. Einschienen-Rodelbahnen werden in Abgrenzung zu wannengeführten Bahnen seit einigen Jahren vermehrt auch als Mountain Coaster bezeichnet.
Dabei umgreifen die Laufrollen der Schlitten die aufgeständerte rohrförmige Schiene von oben, den Seiten und teilweise von unten, so dass ein Entgleisen der Schlitten unmöglich ist. Vorteil der modernen Einschienen-Rodelbahn ist die leichte Demontierbarkeit, so dass sich solche Anlagen besonders zum Aufbau auf Skipisten eignen. Meist müssen solche Anlagen aus Sicherheitsgründen ihren Betrieb bei Feuchtigkeit einstellen.
Auch die Poly-Bob-Bahnen des ehemaligen Herstellers Vǒroka lassen sich zu den Einschienenbahnen zählen. Als Führung dient eine Kunststoffschiene, die in der Mitte eine spurführende Erhöhung besitzt.

### Alpine-Coaster

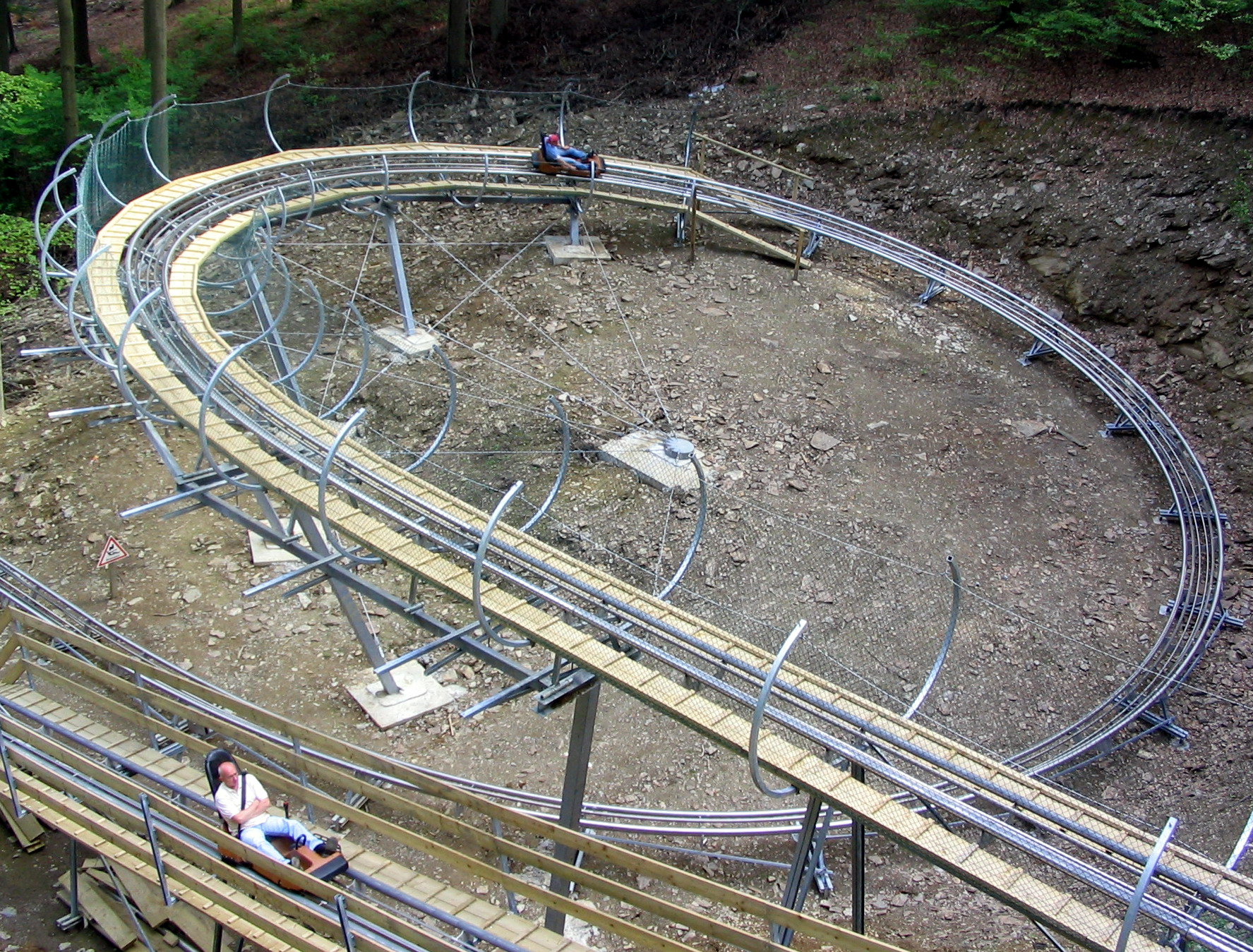
Alpine Coaster Trapper Slider im Fort Fun

Die Schlitten fahren bei dieser Konstruktion auf aufgeständerten Rohrschienen, ähnlich denen einer modernen Achterbahn. Anlagen des Herstellers Wiegand nutzen Vier-Rohr-Schienen, auf deren äußeren beiden Rohren die Rollen laufen; die beiden inneren Rohre werden von den Bremsen innen, oben und unten umgriffen, so dass die Schlitten nicht entgleisen können. Beim System Rolba Bob der Firma Fun Construct laufen die Schlitten ebenfalls auf zwei Rohren, auf denen auch die Bremsen greifen. Beim System Rollbob der Firma Hacksteiner werden ebenfalls zwei Rohrschienen verwendet, von denen jede mit einem nach innen weisenden, integrierten Bremsflansch versehen ist. Die Fahrgäste werden bei diesen Bahnen mit Gurten auf dem Schlitten angeschnallt. Mit den beiden seitlichen Hebeln werden die Bremsen gelöst oder angezogen. Das Bremssystem dieser Bahnen ist auch für Feuchtigkeit und sogar Schnee ausgelegt, so dass Alpine-Coaster das ganze Jahr hindurch betrieben werden können. Daher werden diese Anlagen oft auch Ganzjahres- oder Allwetterrodelbahn genannt.

### Waldachterbahn
Entlang einem an schrägen Seilen abgehängten gekurvten NiRo-Stahlrohr mit Gefälle rollt und/oder gleitet eine Art Laufkatze typisch zwischen nahen Bäumen mit einer Geschwindigkeit von bis zu 13 km/h schwerkraftgetrieben abwärts. Der Mensch hängt mittels eines Brust-Sitzgurts unterhalb der Laufkatze. Die Verbindung erfolgt entweder über zwei Aufhängegurte nebeneinander, was den Passagier, der sich zusätzlich an einer Querstange in diesen Gurten über dem Kopf halten kann, selbsttätig in Fahrtrichtung orientiert, oder es besteht eine fixe Aufhängung von nur einem Punkt aus, und ein an der Laufkatze davor montierter, nach unten reichender Bügel wird zusätzlich mit den Händen erfasst und erlaubt der Person eine mehr selbstbestimmte Ausrichtung. Solche Einschienenbahnen wurden bisher in Italien, Deutschland und Österreich (hier im April 2017) in Betrieb genommen.

## Liftsysteme

### Sessellifte und Gondelbahnen

Schlittentransport der Sommerrodelbahn Serleslifte in Mieders in der Gondel

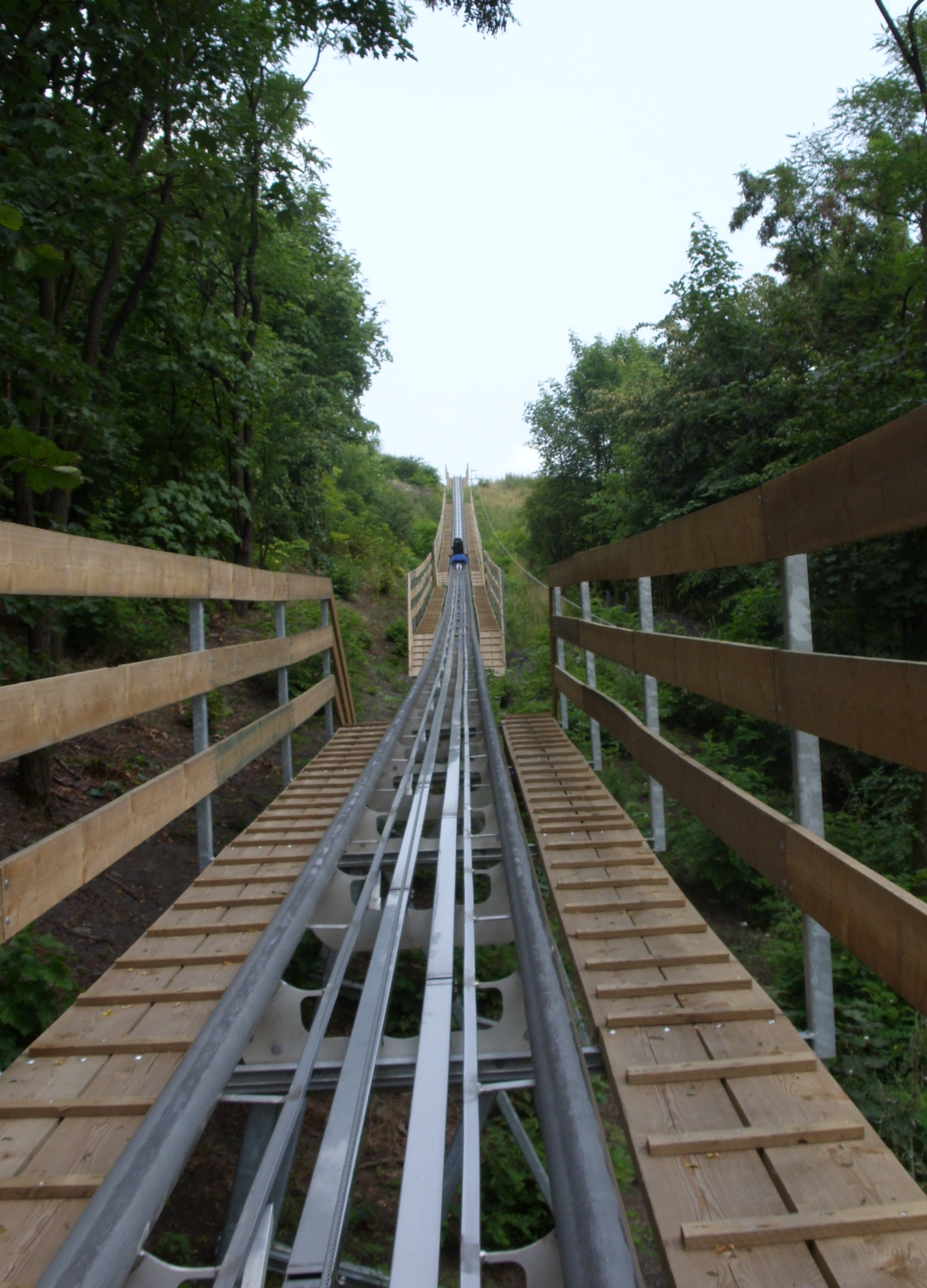
Aufwärtstrecke als Lifter im Alpincenter Bottrop

Um die Fahrzeuge auf ihre Abfahrtposition auf dem Berg zu transportieren, werden verschiedene Systeme eingesetzt. Die einfachste Variante besteht darin, die Schlitten per Hand an die Sessel oder Gondeln einer die Fahrgäste transportierenden Bergbahn mit anzuhängen oder zwischen den Personengondeln oder -sesseln gesonderte Gehänge für den Schlittentransport einzusetzen und in der Bergstation manuell wieder zu entladen. Die Schlitten können auch auf Transportwägen in Gondeln von Kabinenbahnen (abwechselnd mit den Fahrgästen) transportiert werden, Be- und Entladung erfolgen manuell, die leeren Transportwägen werden mit den Gondeln wieder ins Tal gebracht. Die Firma Wiegand hat für ihre Anlagen auch ein System entwickelt, mit dem die Schlitten automatisch an die Sessel oder an gesonderte Lastgehänge einer Sesselbahn angehängt und an der Bergstation wieder abgehängt, bedarfsweise aufgegleist und an der Startstelle bereitgestellt werden.

### Schlepplifte

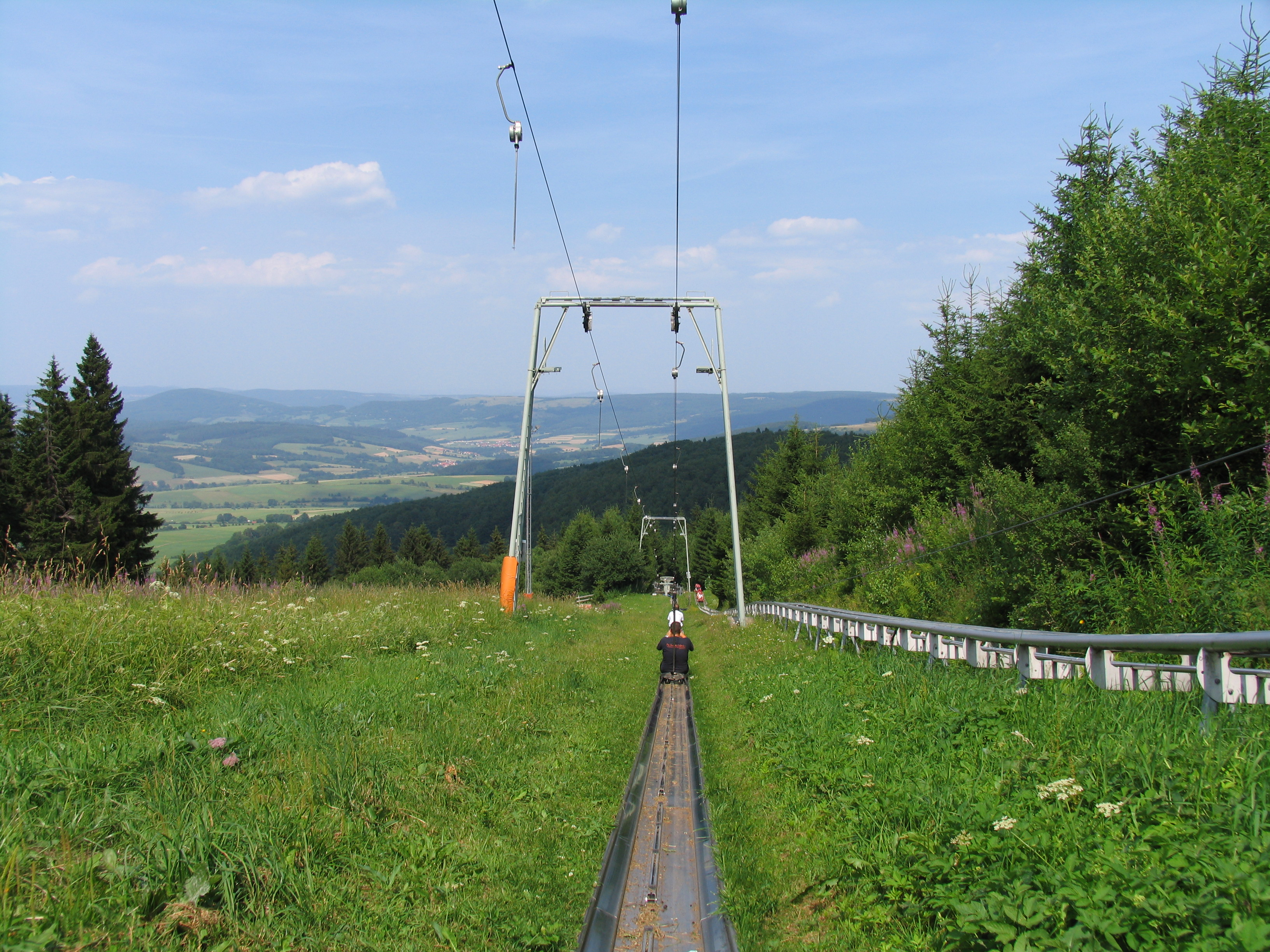
Lift der Sommerrodelbahn (links, rückwärts-Schlepp) und des Alpine Coaster (rechts, vorwärts-Schlepp) auf der Wasserkuppe

Die Nutzung von Schleppliften zum Bergtransport ist bei allen Systemen zu finden, meist werden dazu Skilifte genutzt. Im Tal werden per Hand Schleppösen an einen am Schlitten montierten Haken eingehängt. Der Schlitten wird so mit dem Fahrgast besetzt auf einem Spurweg (Rinne oder Coaster-Schiene) den Berg hinaufgeschleppt. Oben führt die Bahn seitlich unter dem Lift weg, so dass die Öse vom Haken wieder abrutscht.
Die Schleppstrecke wird bei manchen Anlagen, insbesondere bei steilen Auffahrten, rückwärts befahren. Am Berg muss der Schlitten dann per Hand vorwärts auf die Bergabbahn gebracht werden. Bei anderen Anlagen wird man vorwärts geschleppt. Oben kann dann ohne Unterbrechung nach Lösen der Schleppöse die Talfahrt folgen; die Bahn besteht dann aus einer geschlossenen Schleife aus Talfahrt und Bergauf-Strecke.

### Lifter
Dieses System befördert die mit den Fahrgästen besetzten Schlitten ebenfalls in einem geschlossenen Kreislauf vorwärts auf den Berg. Dazu läuft innerhalb der bergauf führenden Rinne oder zwischen den Coaster-Schienen ein endloses Stahlseil ähnlich wie bei einem einfachen Seillift um, auf das die Schlitten in der Talstation auffahren und sich automatisch einklinken. An der Bergstation lösen sie sich ebenfalls automatisch und die Talfahrt kann ohne Umsteigen oder Bahnwechsel angetreten werden.

### Sonstiger Bergauftransport
Bei einigen kleineren Anlagen wurde ganz auf Aufstiegshilfen verzichtet. Die Schlitten müssen dann per Hand den Berg hinaufgezogen oder -geschoben werden. Insbesondere ist das bei allen Bahnen des Herstellers Voroka der Fall. Bei einigen Anlagen wurden für den Schlittentransport eigene Transportseilbahnen errichtet. Die Fahrgäste werden mit einer Sessel- oder Gondelbahn auf den Berg befördert, während die Schlitten an einem parallelen Lift hängend transportiert werden. Dabei werden die Schlitten automatisch an diesen Lift gehängt und oben wieder abgehängt.